# 赵以良
赵以良（1954年—），广西兴安人，现任空军副政委，中将军衔。
1969年加入中国人民解放军，曾担任过空25师73团机务大队特设师，师宣传科干事，师政治委员、空军政治部组织部部长。1993年任空军第8航空军副政治委员。2003年任南京军区空军政治部副主任，2005年任兰州军区空军政治部主任。2008年出任中国人民解放军空降兵第15军政委，2008年12月出任沈阳军区空军政治委员。2015年7月任空军副政委。
2010年7月晋升空军中将。